# Голубицкая
Голуби́цкая — курортная станица в Темрюкском районе Краснодарского края. Образует Голубицкое сельское поселение, являясь его административным центром.

## География
Станица расположена на перешейке, отделяющем Ахтанизовский лиман от Темрюкского залива Азовского моря, в 8 км северо-западнее центра города Темрюк. Из-за резкого перепада высот станица разделена на две части (местные говорят «верх станицы» и «низ станицы»), нижняя часть ближе к морю.
В западной части станицы расположено небольшое Голубицкое озеро с лечебной грязью (бром и йод). Пляж из ракушечника. Виноградники.
В море, рядом с берегом, около станицы, расположен известный ещё со времён Екатерины II Голубицкий грязевой вулкан
Является одним из популярнейших мест отдыха на Таманском полуострове.

## Топографические карты
- Лист карты L-37-99 Темрюк. Масштаб: 1 : 100 000. Состояние местности на 1988 год. Издание 1989 г.

## История
Посёлок (хутор) Голубицкий был основан в 1879 году, название получил в честь казака-сотника Голубицкого.
Не позже 1917 года преобразован в станицу.
Во время Великой Отечественной войны в районе станицы высаживался советский морской Темрюкский десант в сентябре 1943 года и трое суток шли жестокие бои.

## Население
| 2002  | 2010  | 2012  | 2013  | 2014  | 2015  | 2016  |
| ----- | ----- | ----- | ----- | ----- | ----- | ----- |
| 4085  | ↗5083 | ↗5180 | ↗5259 | ↗5362 | ↗5389 | ↗5466 |
| 2017  | 2018  | 2019  | 2020  | 2021  | 2023  |       |
| ↗5494 | ↗5570 | ↘5558 | ↗5628 | ↘5590 | ↗5634 |       |

## Административное устройство
В состав Голубицкого сельского поселения входит одна станица Голубицкая. Площадь поселения 2335,15 га.

## Экономика

### Туристический бизнес
Очень многие местные жители занимаются сезонной сдачей жилья внаём. В непосредственной близости от пляжей располагаются более 100 гостевых домов, баз отдыха и пансионатов.
Море мелкое и тёплое. Пляж песочный с перемолотым ракушечником. Морское дно песчаное, идеально ровное. Характерная особенность моря в Голубицкой — это мель. Коса мели, идущая недалеко от берега и вдоль него, образуется после шторма.

### Виноделие
Основной производитель винограда: ОАО «АПФ „Голубицкая“».
Близ станицы Голубицкая находится 231 гектар виноградников, принадлежащих винодельне «Поместье Голубицкое» (холдинг «Белуга Групп»). Здесь выращиваются сорта винограда каберне-совиньон, мерло, пино нуар, пино-гри, рислинг, совиньон-блан, шардоне. Зоной для вин с защищённым наименованием места происхождения является Голубицкая стрелка.

## Фотогалерея

Виды Голубицкой. Храм и памятники.
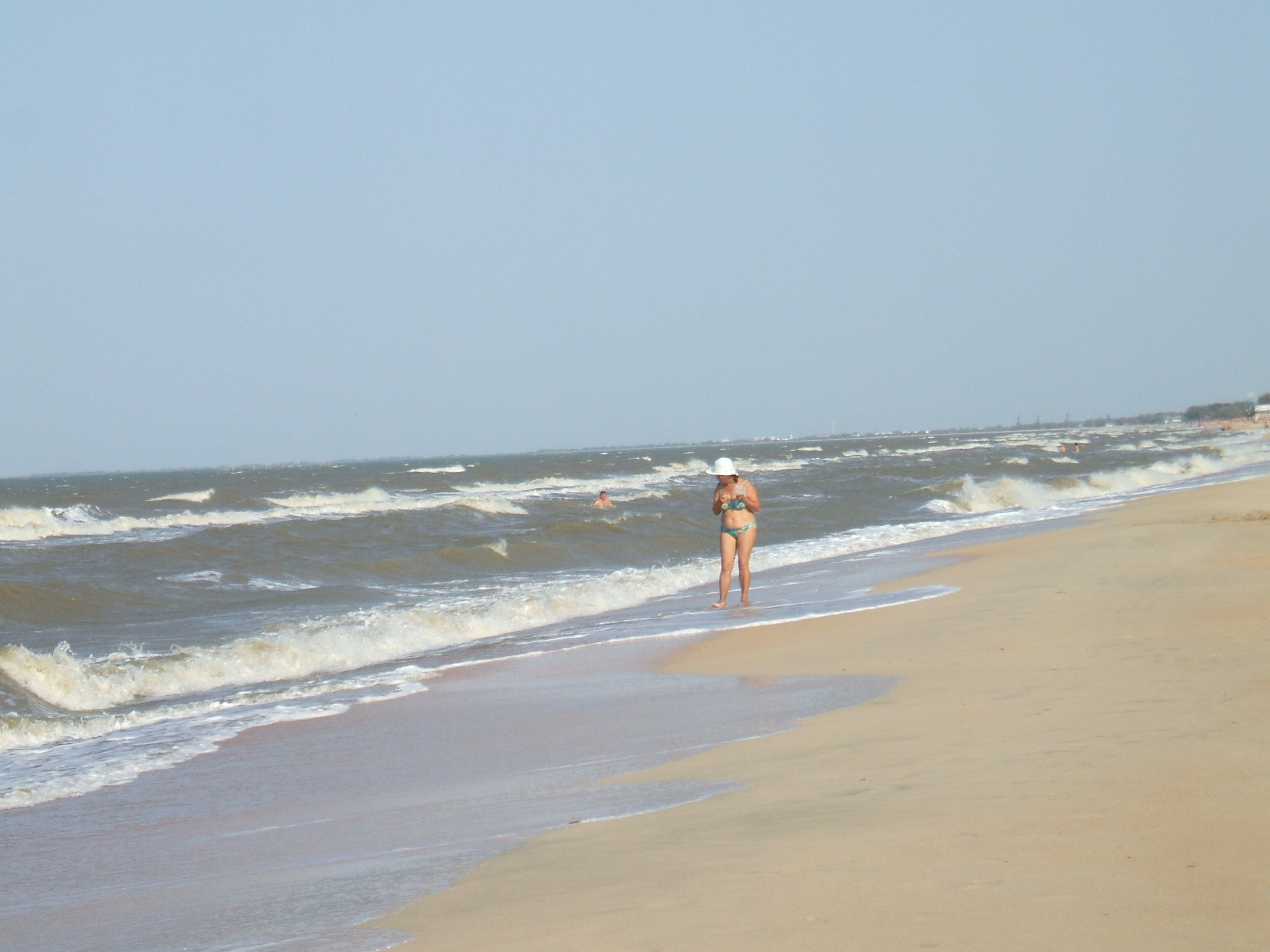
Азовское море
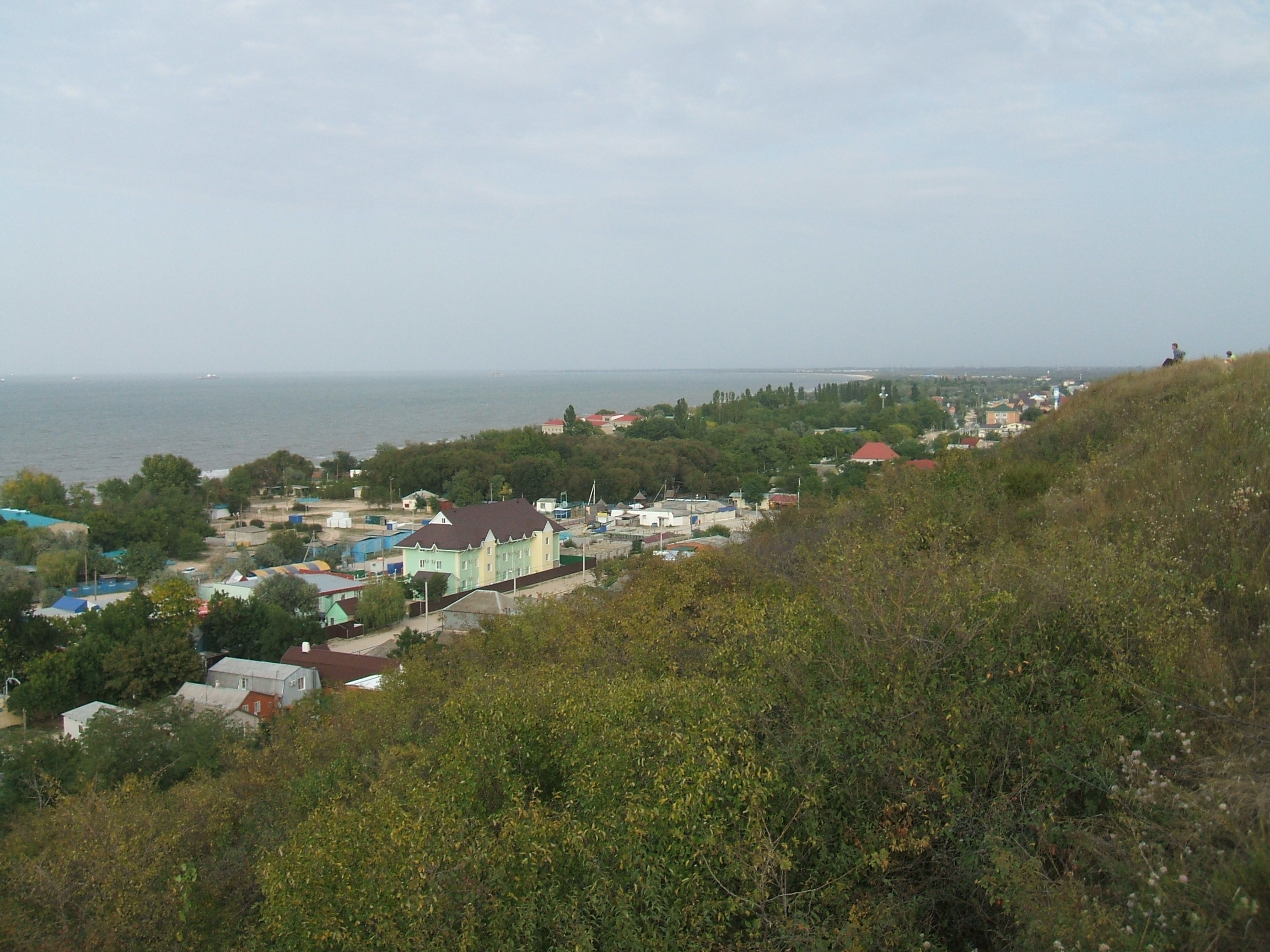
Вид с обрыва на гостиницу в нижней части станицы
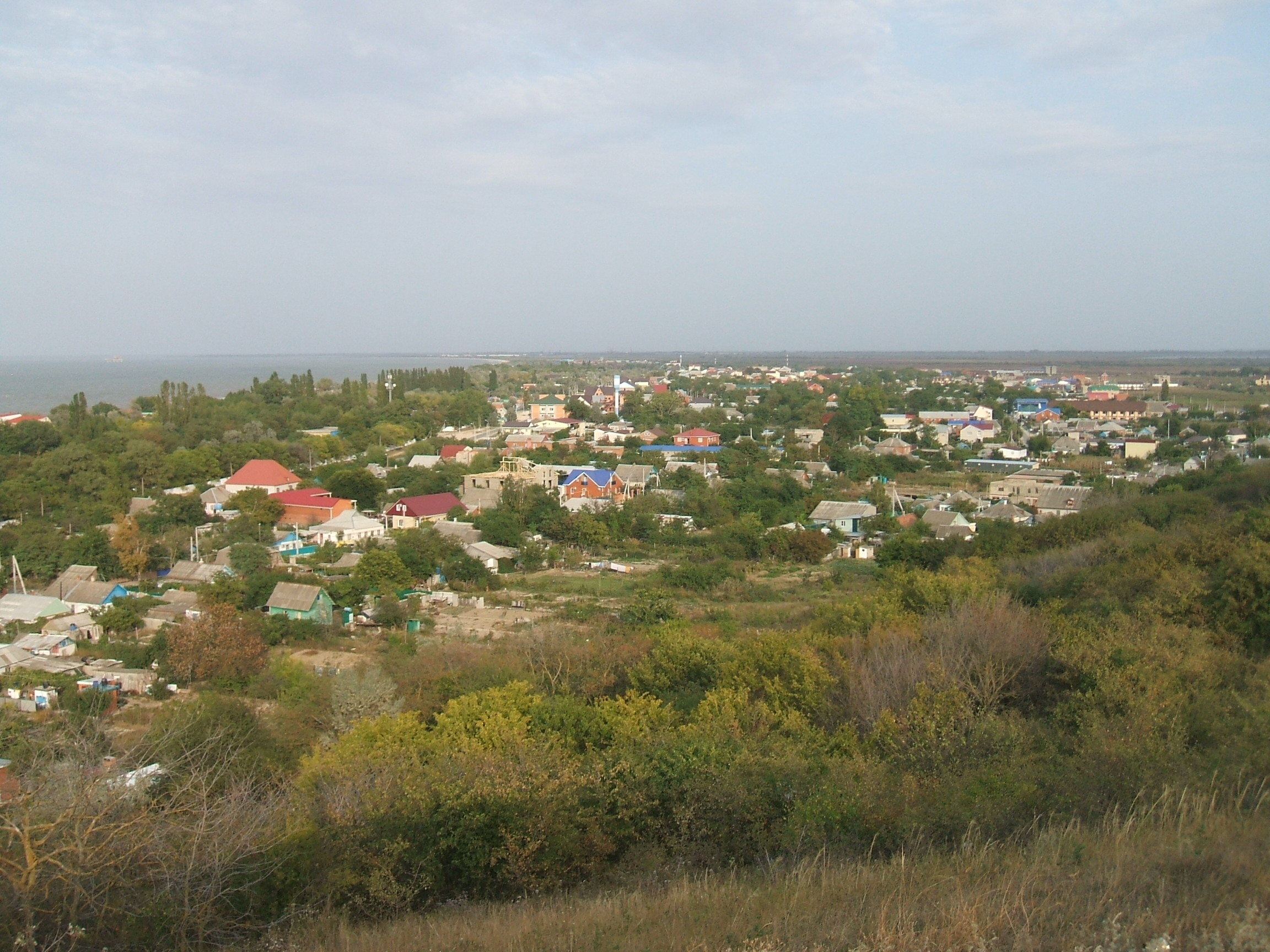
Жилой массив в нижней части станицы
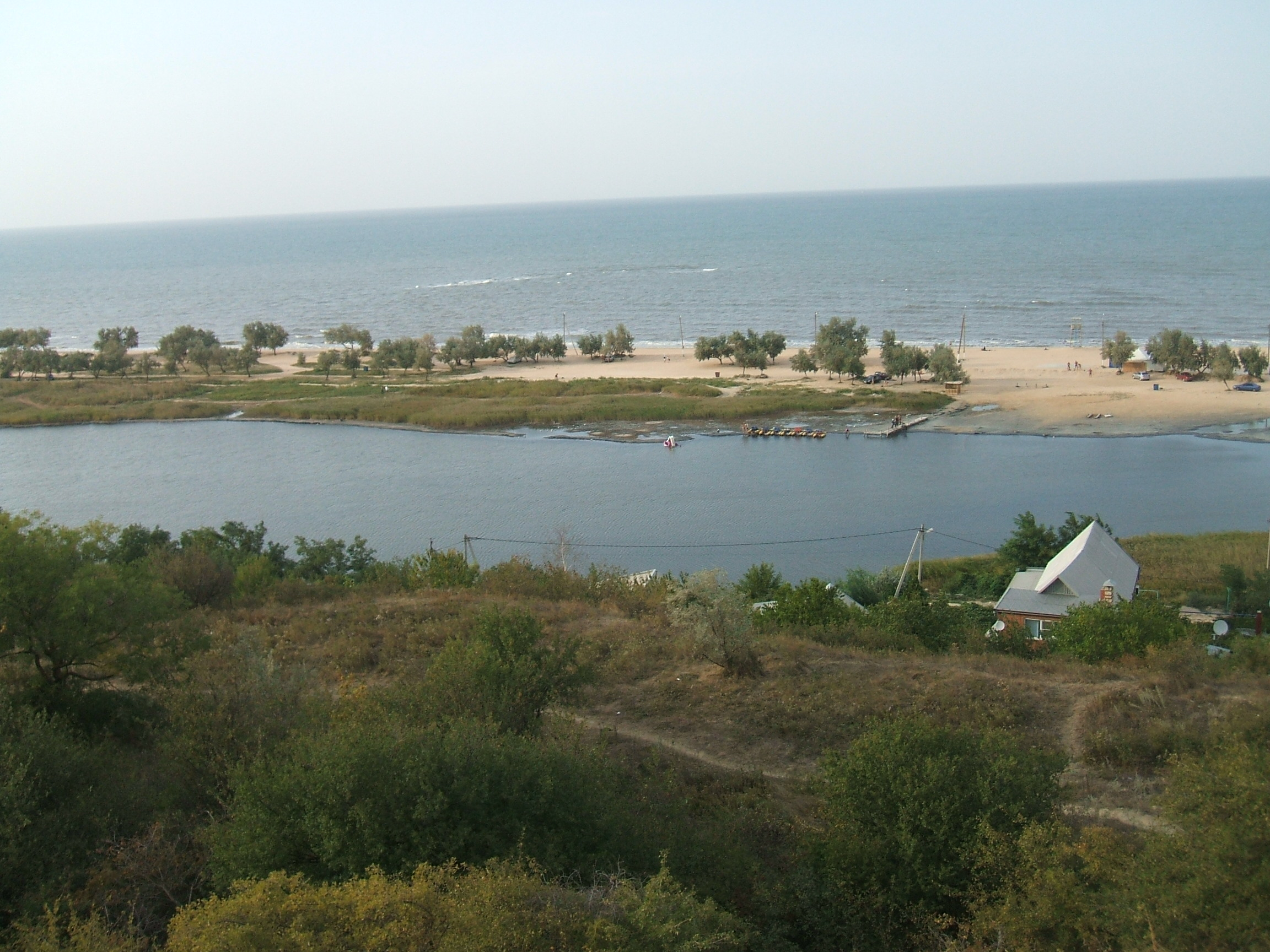
Озеро Голубицкое (грязевое)
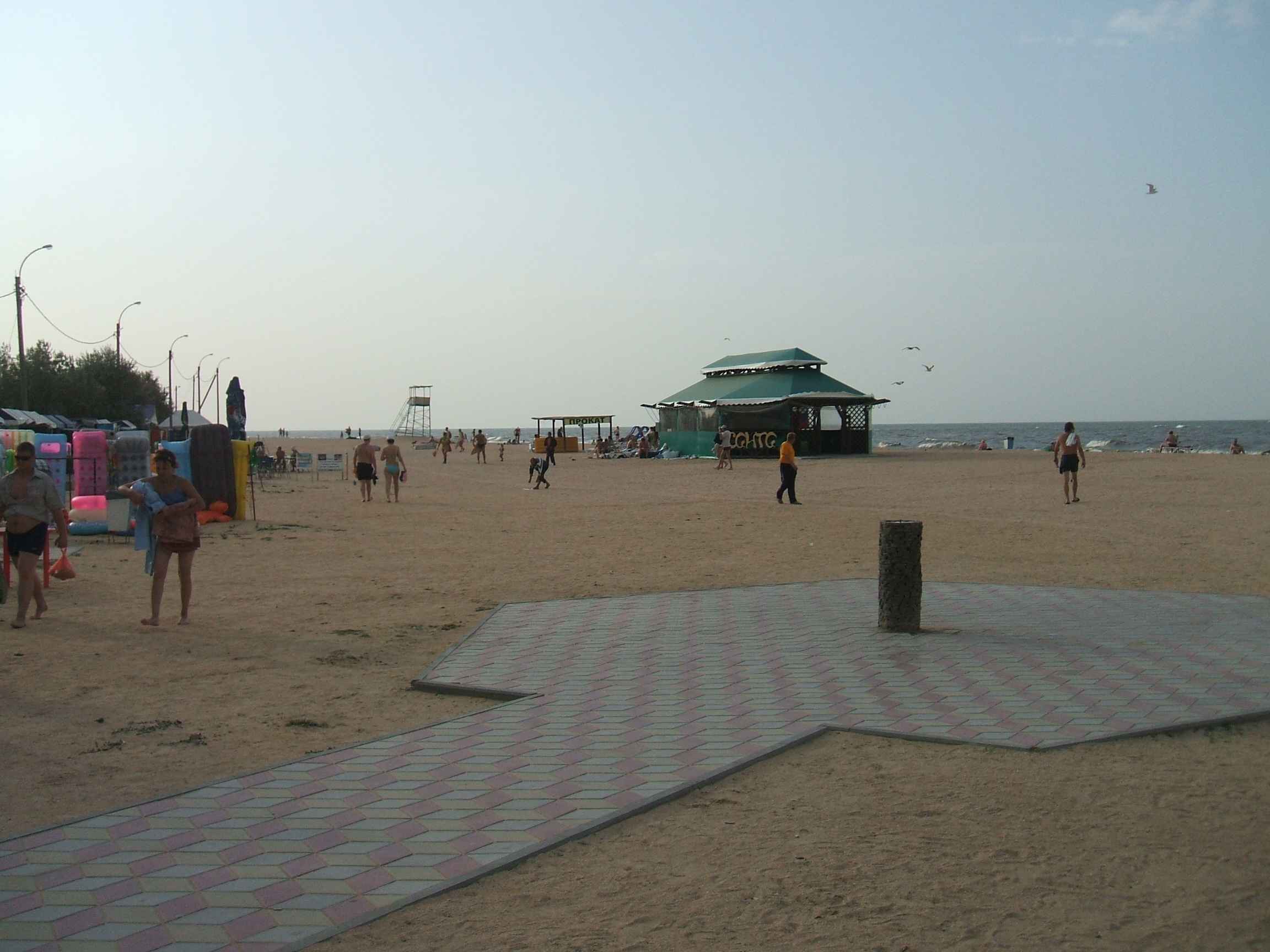
Центральный пляж
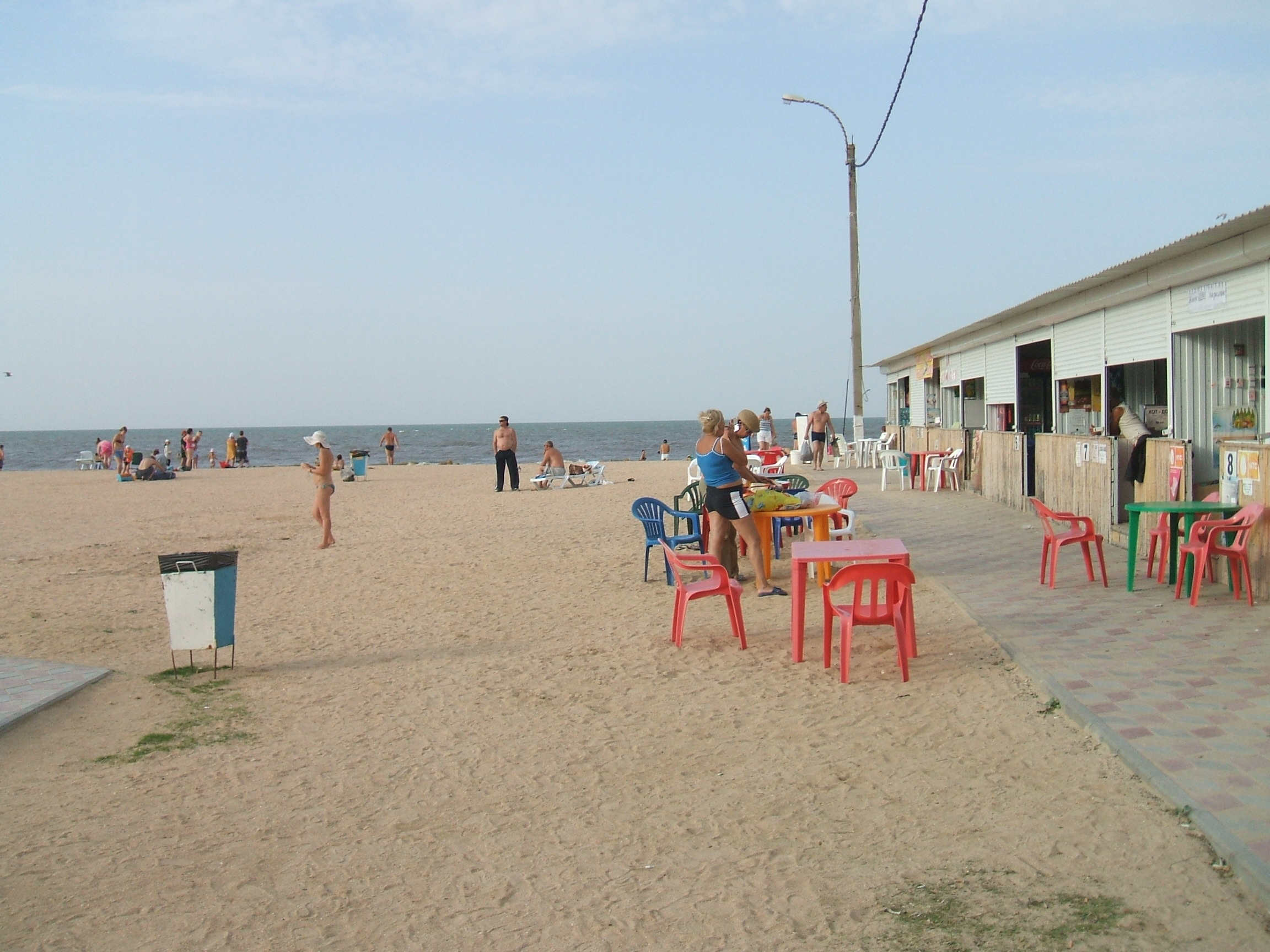
На пляже
Мемориал ВОВ
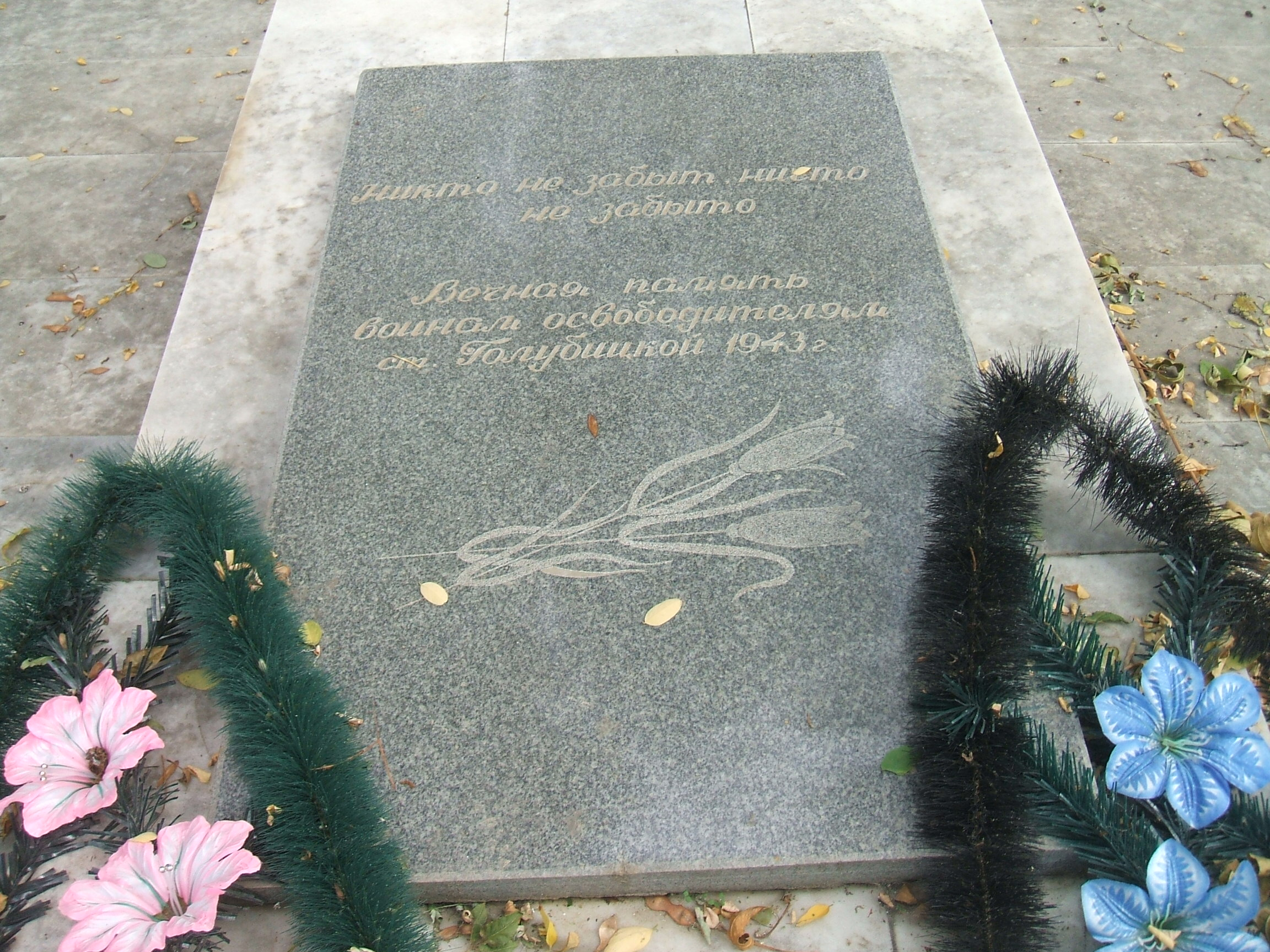
Фрагмент мемориала Темрюкскому десанту 1943 года
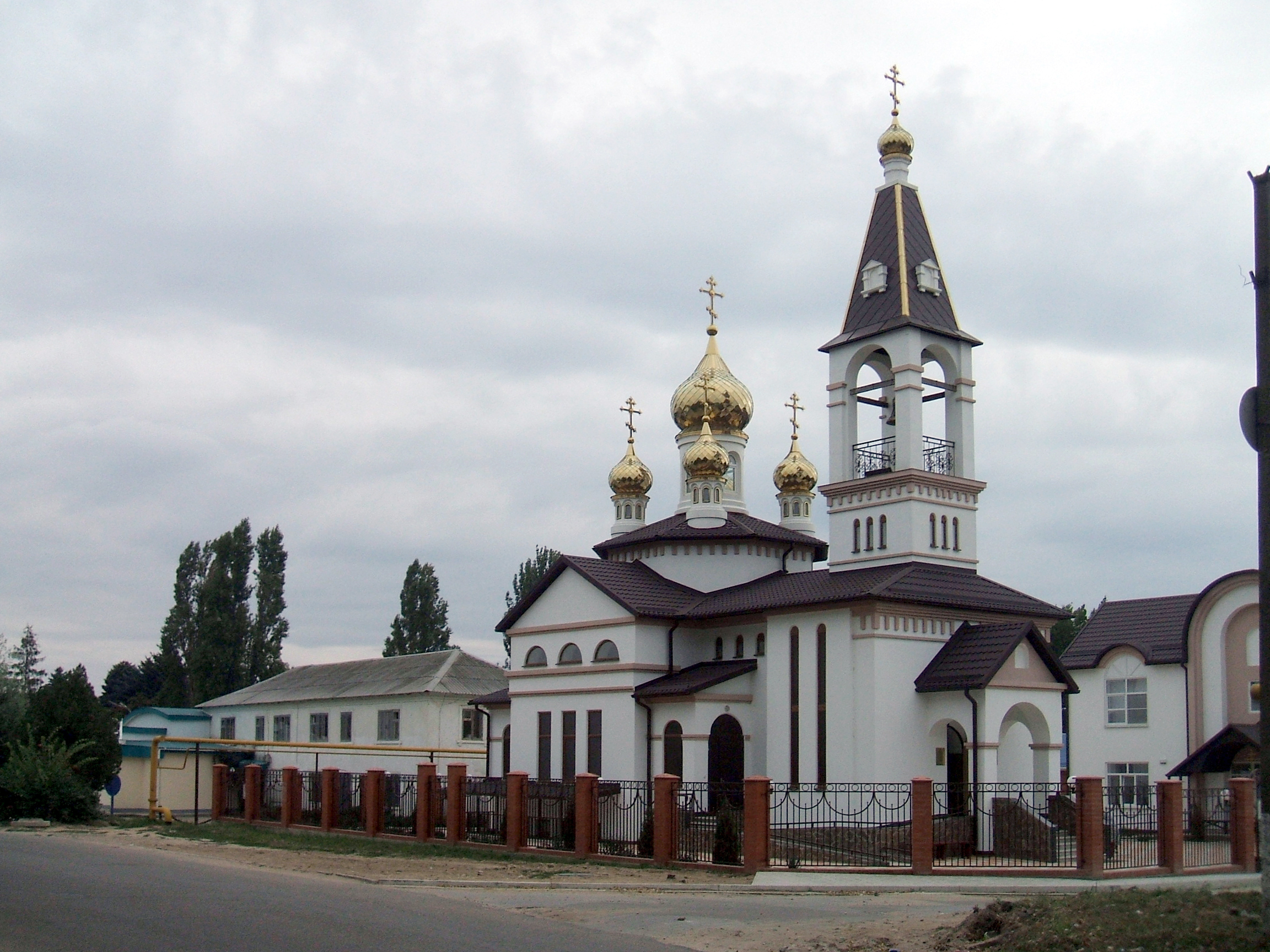
Церковь во имя святого Пантелеимона
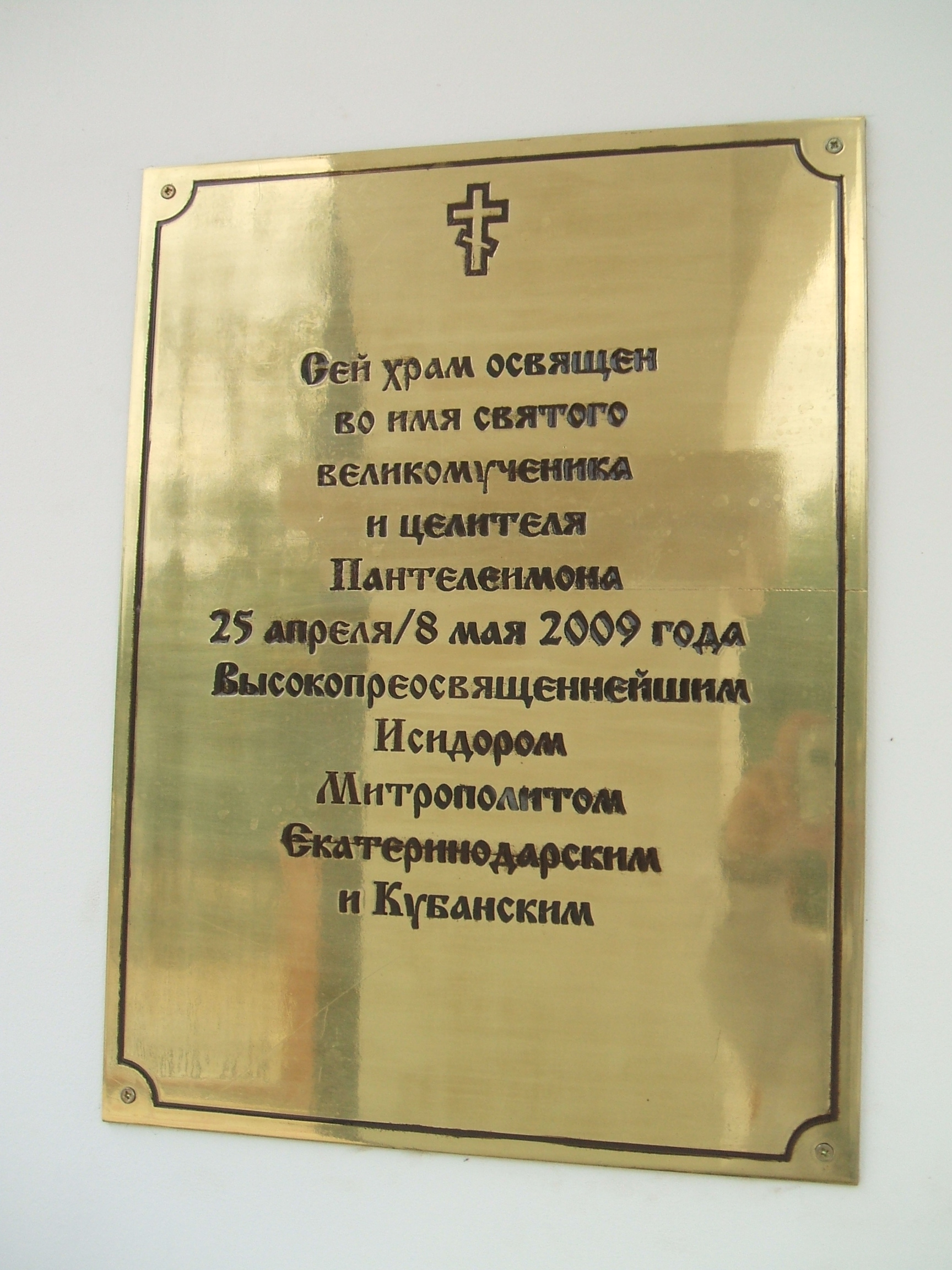
Табличка в честь освящения храма
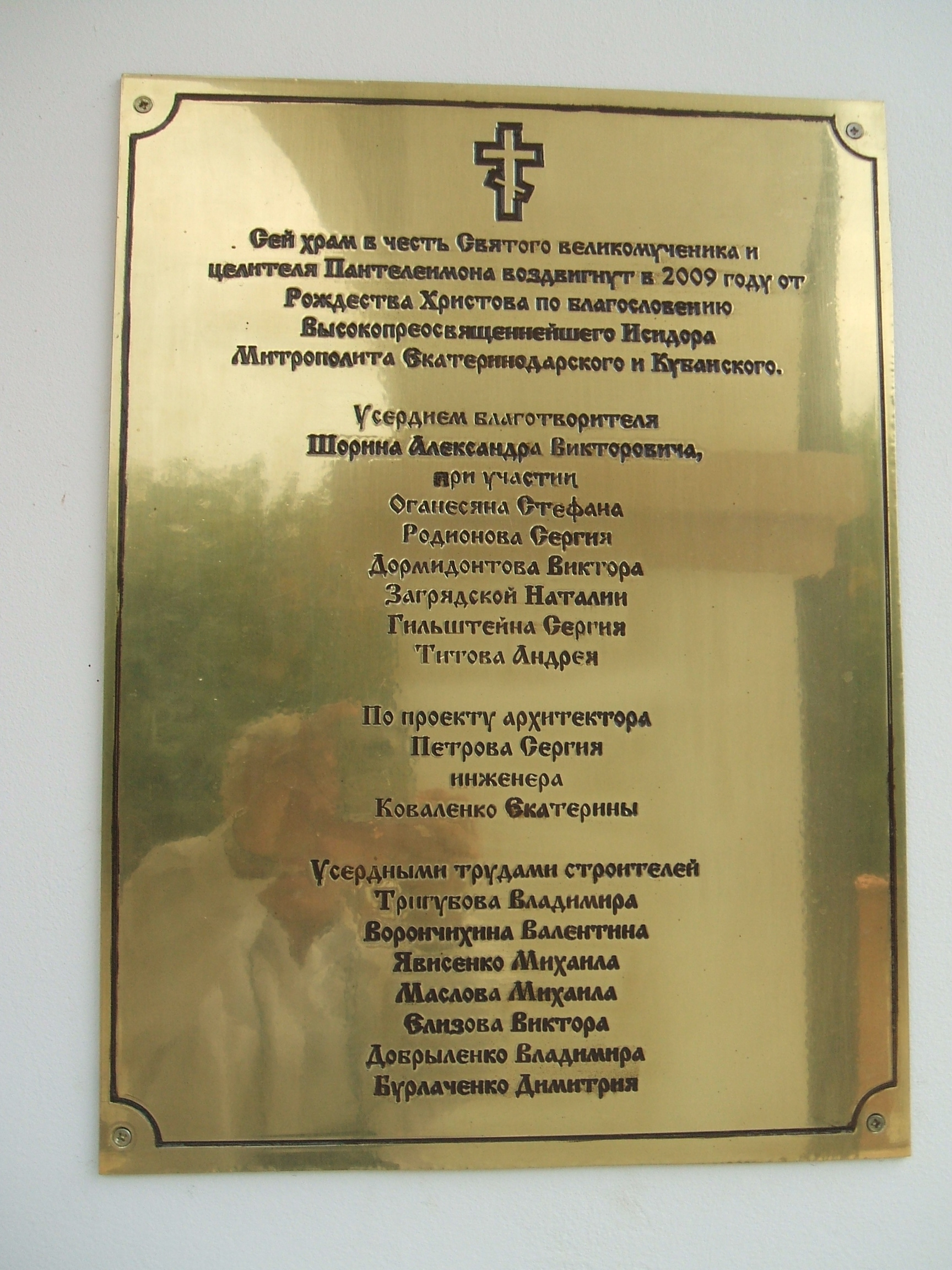
Табличка в честь строительства храма
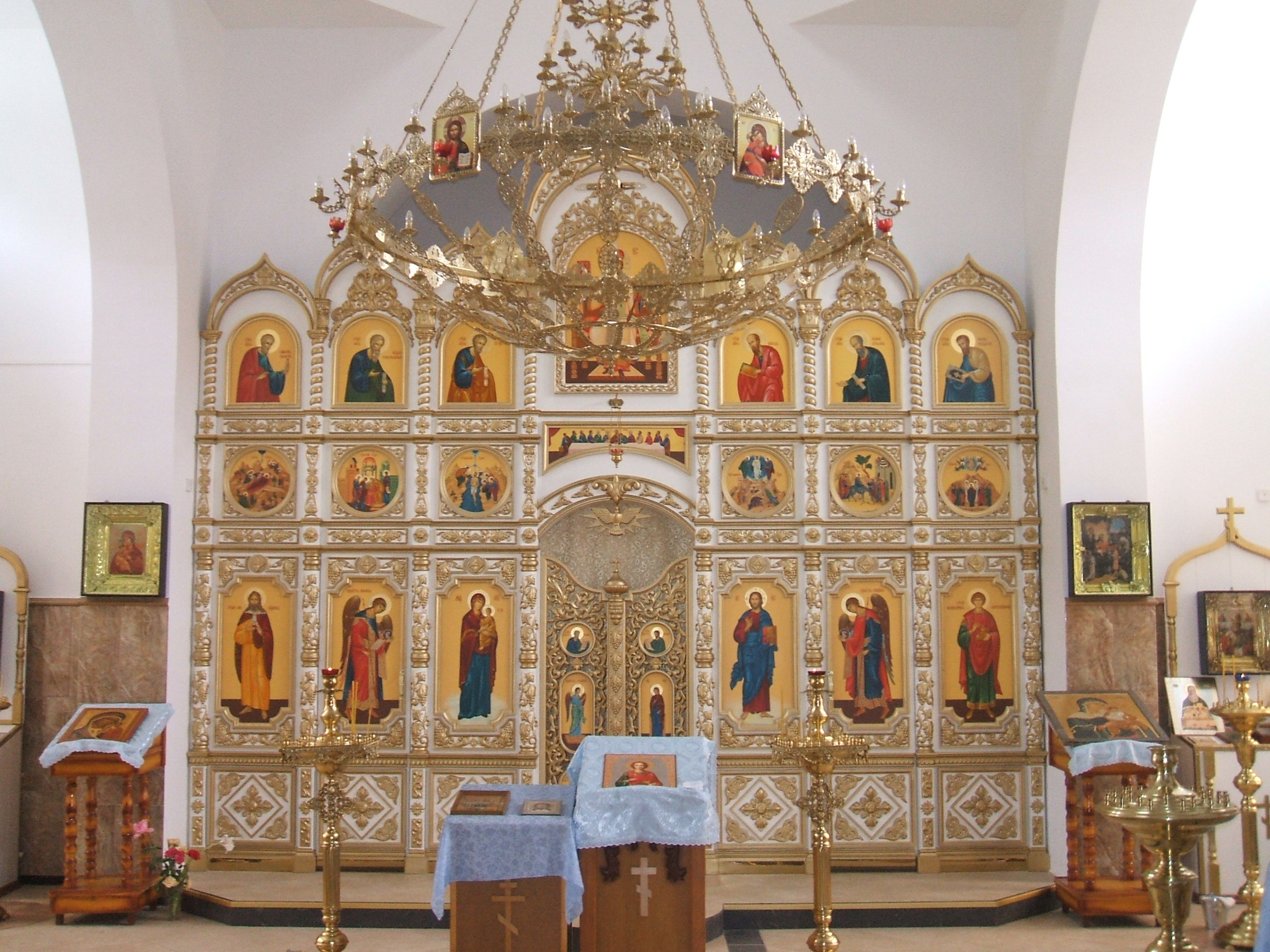
Внутреннее убранство храма: иконостас